# Accidente ferroviario de Guadalajara (1915)
El Accidente ferroviario de Guadalajara fue un desastre ocurrido el 22 de enero de 1915,  que quitó la vida a más de 600 personas, cerca de la capital de Jalisco. A día de hoy continúa como el accidente ferroviario más mortífero de la historia de México y de América del Norte.
La Revolución Mexicana estaba en pleno apogeo en 1915. Tras el asesinato de Francisco Madero dos años antes, la presidencia del país fue asumida por Victoriano Huerta, pero las fuerzas revolucionarias lideradas por Venustiano Carranza y Pancho Villa lo derrocaron y Carranza se convirtió en presidente en 1914. Sin embargo, Villa quiso continuar la revolución y se produjo una lucha armada. El 18 de enero de 1915 las tropas de Carranza capturaron Guadalajara, en el suroeste de México. Inmediatamente ordenó que las familias de sus tropas fueran transportadas en tren desde Colima, en la costa del Pacífico, hasta su recién capturada fortaleza. También se cargaban armas, para ser entregadas a Villa.
Alrededor del 22 de enero de 1915, un tren especial de veinte vagones salió de Colima. Iba repleto, con gente incluso aferrada a los techos y a los bajos de los vagones. En algún punto entre Colima y Guadalajara el maquinista perdió el control en una larga y empinada bajada. A medida que el tren ganaba velocidad, muchas personas salían despedidas al tomar las curvas. Finalmente, todo el tren se salió de las vías y cayó en un profundo cañón, y menos de 300 de los 900 que iban a bordo sobrevivieron al desastre.  Algunos de los soldados de Carranza, indígenas yaquis se suicidaron al enterarse de la muerte de sus familias. Otros juraron vengarse de la tripulación del tren, pero estos también habían muerto en el desastre.